# 울산 중산동 취락유적
울산 중산동 취락유적(蔚山 中山洞 聚落遺蹟)은 울산광역시 북구 중산동에 있는 유적이다. 2003년 4월 24일 울산광역시의 기념물 제41호로 지정되었다.

## 지정 사유
이 유적은 옛 사람들의 집단거주지였던 곳으로 중산리 이화마을과 갓안마을이 형성되어 있는 지역에 위치한다. 태화강 북쪽 지역을 대표하는 삼한 후기~삼국시대 후기까지 형성된 취락유적이다.
2002년 울산발전연구원에서 실시한 시굴조사에서 주거지, 작업장, 방어시설 등이 확인되어 당시 취락의 구성, 범위, 배치 및 주변 지역과의 교류, 변천과정 등을 구체적으로 알 수 있었다. 사로국(斯盧國)에서 신라로 성장해 가는 과정을 보여주며 신라 초기 연구에 중요한 유적이다.
인접한 중산동 고분군(기념물 제9호)을 축조한 주인공들이 바로 이 취락사람들이었을 것으로 추정되며, 그들은 살아있는 사람들의 생활공간과 죽은 자들의 영역을 분리하였다. 또한 그들이 사용한 생산도구 중 철제 도구들은 당시의 대표적인 철 생산지였던 달천철장(기념물 제40호)의 철을 사용한 것으로 보인다.

## 같이 보기
- 울산 중산동 고분군 (울산광역시 기념물 제9호)
- 달천철장 (울산광역시 기념물 제40호)

## 참고 자료
- 울산 중산동 취락유적 - 국가유산청 국가유산포털
- 중산동 취락유적 - 울산 북구청